# Kuchnia chaoshan

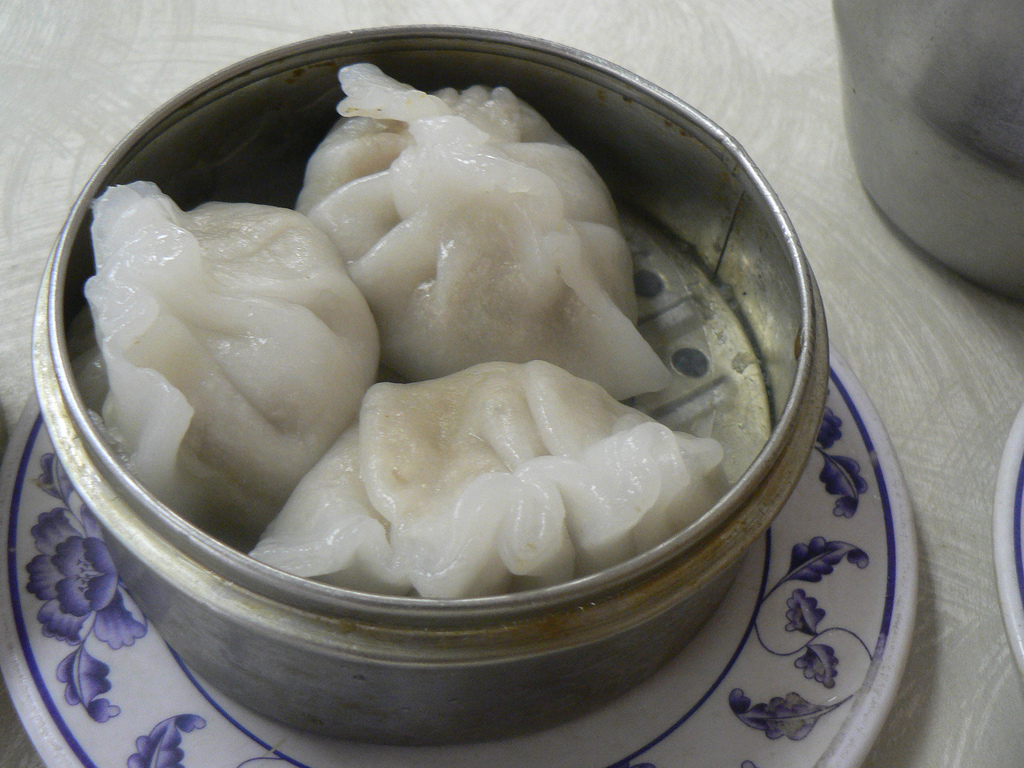
Pierożki z Chaozhou

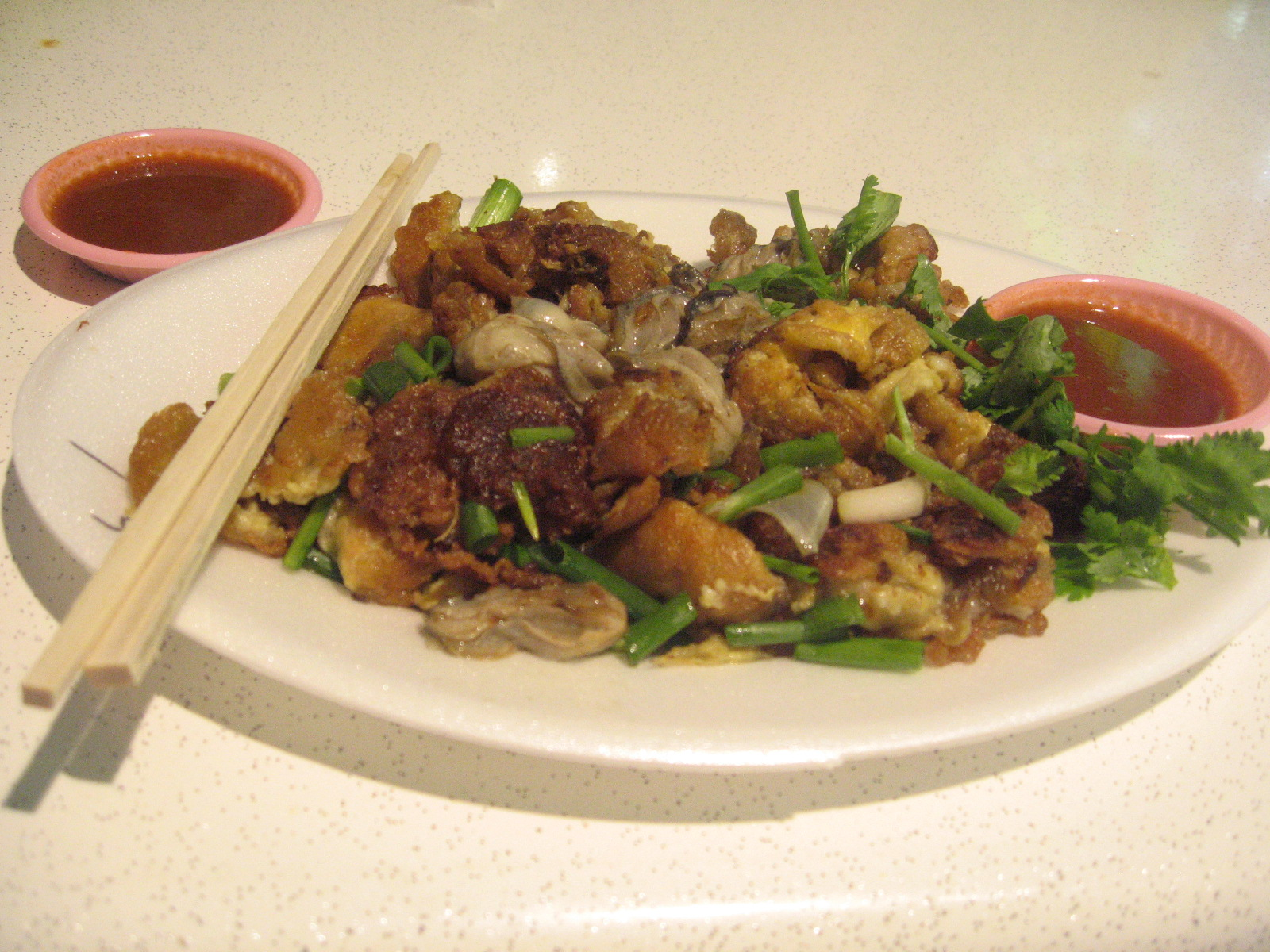
Kuchnia chaoshan: omlet z ostrygami

Kuchnia chaoshan, kuchnia Teochew, Kuchnia chaozhou (chiń. 潮州菜; pinyin Cháozhou cài) – tradycja kulinarna wywodząca się z regionu Chaoshan, obejmującego miasta Chaozhou, Shantou i Jieyang. Mimo że administracyjnie region ten należy do prowincji Guangdong, kuchnia chaoshan wykazuje większe podobieństwa do kuchni sąsiedniej prowincji Fujian niż do kuchni kantońskiej. 

## Charakterystyka
Kuchnia chaoshan słynie zwłaszcza z owoców morza oraz dań wegetariańskich. Przyprawy stosuje się oszczędniej niż w innych regionach Chin, nacisk kładąc na jakość i świeżość składników. Przed i po posiłku podaje się bardzo mocną herbatę ulung w malutkich filiżaneczkach. Typową przyprawą jest sos shacha. W przeciwieństwie do wielu innych chińskich tradycji kulinarnych, często podaje się słodycze. 